# VV Zaanstad
VV Zaanstad is een volleybalvereniging uit Zaandam, gemeente Zaanstad, Noord-Holland, Nederland.

## Algemeen
De club ontstond in 1992 na de fusie tussen Argus,  Molenwiek/C en Zaan '69. De thuiswedstrijden worden in “Topsportcentrum De Koog” in Koog aan de Zaan gespeeld, de trainingen worden in “Zaanlands West” in Zaandam afgewerkt. Zaanstad is de grootste volleybalvereniging in de Zaanstreek.

## Teams
Het eerste mannenteam van de vereniging speelt in het seizoen 2022/2023 in de Topdivisie, het eerste vrouwenteam in de 1e-divisie. Het hoogst spelende jeugdteam komt uit op het landelijke niveau.

## Erelijst
| Competitie          | Mannen |
| ------------------- | ------ |
| Kampioen Topdivisie | 2017   |